# Hestiasula nitida
Hestiasula nitida es una especie de mantis de la familia Hymenopodidae.

## Distribución geográfica
Se encuentra en Borneo, India, Birmania y Sumatra.